# (4995) Griffin
(4995) Griffin – planetoida należąca do zewnętrznej części pasa głównego asteroid okrążająca Słońce w ciągu 3 lat i 212 dni w średniej odległości 3,21 j.a. Została odkryta 28 sierpnia 1984 roku w Obserwatorium Palomar przez Stevena Swansona. Nazwa planetoidy pochodzi od imienia syna odkrywcy. Przed nadaniem oficjalnej nazwy planetoida nosiła oznaczenie tymczasowe 1984 QR.